# قائمة الدول ذات الاعتراف المحدود

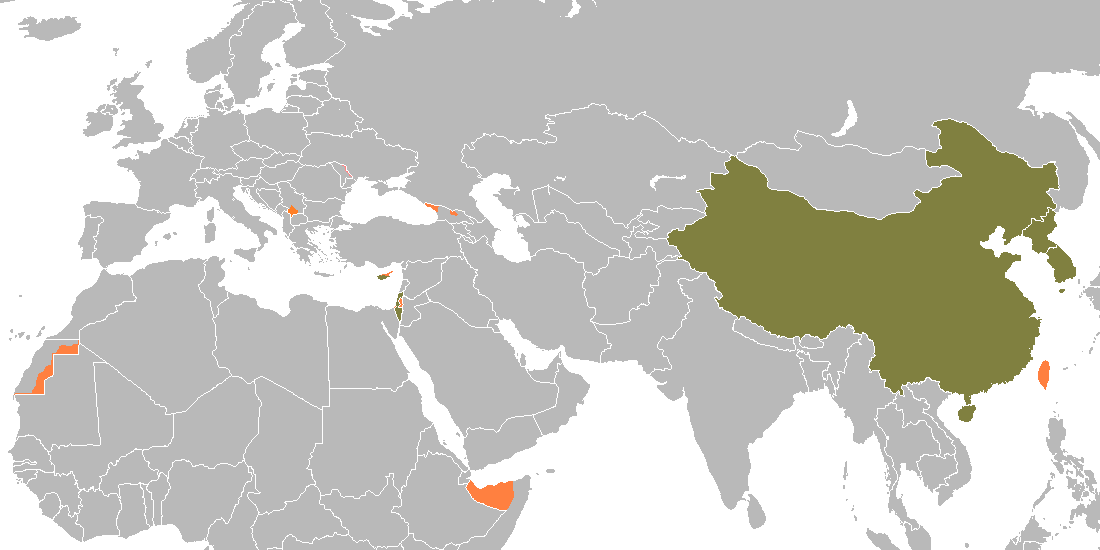
دول أعضاء في الأمم المتحدة غير معترف بها من قبل دولة واحدة على الأقل من الدول الأعضاء في الأمم المتحدة
دول غير أعضاء في الأمم المتحدة معترف بها من قبل دولة واحدة على الأقل من الدول الأعضاء في الأمم المتحدة
دول غير أعضاء في الأمم المتحدة معترف بها من قبل دول غير أعضاء في الأمم المتحدة فقط
دولة غير عضو في الأمم المتحدة غير معترف بها من أي دولة

هذه قائمة الدول ذات الاعتراف المحدود والتي تسعى للحصول على اعتراف دولي وليس لديها علاقات دبلوماسية كاملة مع المجتمع الدولي.
هذا في الغالب ينقسم إلى فئتين. أولا، هناك كيانات لها سيطرة كاملة أو جزئية على ما ادعوا أنها أراضيها الفعلية. لديها حكم ذاتي وأعلنت الرغبة في الاستقلال الكامل: في أغلب الأحيان، فإن وجود هذه الكيانات حسب وجهة نظر المجتمع الدولي هي نتيجة لانتهاك المادة 11 من اتفاقية مونتيفيديو.، وبشكل أعم، في المادة 2.4 من ميثاق الأمم المتحدة في الوقت الحاضر الذي يتوافق مع القانون الدولي العرفي.

## قوائم الدول

### غير معترف بها نهائياً
| الاسم                   | التأسيس | اعتراف الأمم المتحدة                                         | مراجع       |
| ----------------------- | ------- | ------------------------------------------------------------ | ----------- |
| جمهورية مرتفعات قرة باغ | 1991    | ناجورنو قرة باغ ليست مستقلة عن أذربيجان، طبقاً للأمم المتحدة. | [ 3 ]       |
| صوماليلاند              | 1991    | صوماليلاند ليست مستقلة عن الصومال، طبقاً للأمم المتحدة.       | [ 4 ] [ 5 ] |

### معترف بها من دول غير أعضاء في الأمم المتحدة
| الاسم        | التأسيس | اعتراف الأمم المتحدة                                                                                           | مراجع |
| ------------ | ------- | --- | ----- |
| ترانسنيستريا | 1990    | ترانسنيستريا ليست مستقلة عن مولدوفا طبقاً للأمم المتحدة؛ لكن استقلالها معترف به من قبل أبخازيا أوستيا الجنوبية. | [ 6 ] |

### معترف بها من دول أعضاء في الأمم المتحدة
| الاسم                                   | التأسيس | اعتراف الأمم المتحدة | مراجع               |
| --------------------------------------- | ------- | --- | ------------------- |
| أبخازيا                                 | 1992    | طبقاً للأمم المتحدة، فأبخازيا ليست مستقلة عن جمهورية جورجيا. لكن استقلالها معترف به من قبل روسيا ونيكاراغوا وفنزويلا وناورو وسوريا ; ودولتين غير أعضاء في الأمم المتحدة هم أوستيا الجنوبية وترانسنيستريا وحكومة حركة حماس في غزة. | [ 9 ] [ 10 ]        |
| كوسوفو                                  | 2008    | طبقاً للأمم المتحدة، فكوسوفو ليست مستقلة عن صربيا. لكن استقلالها معترف به من قبل 98 دولة عضو بالأمم المتحدة وعضو سابق بالأمم المتحدة هو جمهورية الصين (تايوان).I وقد قامت الأمم المتحدة بادرة المنطقة منذ عام 1999 ثم بالتعاون مع الاتحاد الأوروبي قرار مجلس الأمن بالأمم المتحدة رقم 1244، نص على أن كوسوفو هي جزء من الجمهورية الفيدرالية اليوغوسلافية، والتي أصبحت دولة صربيا. | [ 11 ]              |
| جمهورية نوفوروسيا الاتحادية             | 2014    | جمهورية نوفوروسيا الاتحادية اتحاد مستقل وتريد لاحقاً الانضمام إلى روسيا و روسيا وأوستيا الشمالية هن الدول التي تعترف بها وتريد أن الكيان التاسع والخمسين لروسيا. | [ 12 ]              |
| قبرص الشمالية                           | 1983    | طبقاً للأمم المتحدة، فجمهورية شمال قبرص التركية ليست مستقلة عن قبرص. لكن استقلالها معترف به من قبل تركيا، و مؤتمر العالم الإسلامي، و جمهورية ناخشيفان الذاتية، التابعة لجمهورية أذربيجان. | [ 13 ]              |
| جمهورية الصين (تايوان)                  | 1949    | طبقا للأمم المتحدة، فالمنطقة التي تشرف عليها الصين حالياً، والمشهورة باسم "تايوان"، هي جزء من الصين، و جمهورية الصين الشعبية هي الحكومة الوحيد الشرعي لها. والاعتراف بالحكومة الصين الشعبية كالحكومة الوحيدة الشرعية للصين تم من قبل أعضاء الأمم المتحدة، بما فيهم الكرسي الرسولي الدولة المراقبة التابعة للأمم المتحدة.IIج.ص.ت هي أحد أعضاء الأمم المتحدة السابقين، وتمثل الصين. بخلاف المنطقة التي تتخذها ج.ص.ت. حالياً، فهي أيضاً تدعي ملكيتها لمناطق من أفغانستان، بوتان، الهند، اليابان، منغوليا، ميانمار، باكستان، روسيا، طاجيكستان، و جمهورية الصين الشعبية. كما أن للعديد من الدول علاقات غير رسمية مع الجمهورية الصينية (تايوان). | [ 14 ]              |
| دولة فلسطين                             | 1988    | تَعترف بدولة فلسطين 143 دولة من أعضاء الأمم المتحدة بالإضافة إلى الجمهورية العربية الصحراوية الديمقراطية وَالكرسي الرسولي وَأرض الصومال وَجامعة الدول العربية وَمنظمة مؤتمر العالم الإسلامي، وذلك بعد إعلان منظمة التحرير استقلال فلسطين. ويوجد لدى فلسطين علاقات وتواجد دبلوماسي مع 22 دولة من الأمم المتحدة والاتحاد الأوربي. ولا تعترف إسرائيل بفلسطين على الرغم من توقيع اتفاقيات أوسلو بين إسرائيل والفلسطينيين مما أعطى للفلسطينيين سلطات الحكم الذاتي على بعض مناطق الضفة الغربية وقطاع غزة. كانت الأمم المتحدة تعطي فلسطين صفة العضو المراقب، ولكن منذ 2012 باتت فلسطين دولة مراقبة غير عضو في الأمم المتحدة.                        | [ 15 ]              |
| الجمهورية العربية الصحراوية الديمقراطية | 1976    | الصحراء الغربية هو على قائمة الأمم المتحدة للمناطق غير المتمتعة بالحكم الذاتي. أعلنت جبهة البوليساريو سنة 1975 عن قيام الجمهورية العربية الصحراوية الديمقراطية من طرف واحد وتعترف بها حالياً 32 دولة في العالم أعضاء الأمم المتحدة و الاتحاد الأفريقي. 80% من الإقليم خاضع للسيادة المغربية و 20% منطقة عسكرية عازلة إلى الحدود الموريتانية. تعتبر جبهة البوليساريو المنطقة العازلة مناطقاً محررة من الإقليم والمناطق الموجودة تحت السيادة المغربية مناطقاً محتلة من المغرب. البوليساريو قامت بإعلان دولة في إقليم لا تسيطر عليه. مقر الجبهة موجود بتندوف جنوب غرب الجزائر.                                                                | [ 16 ]              |
| أوسيتيا الجنوبية                        | 1991    | طبقا للأمم المتحدة، فأوسيتيا الجنوبية ليست مستقلة عن جمهورية جورجيا. لكن استقلالها معترف به من قبل روسيا وفنزويلا ونيكاراغوا وناورو وتوفالو وسوريا ؛ ودولتين غير أعضاء في الأمم المتحدة هم أبخازيا وترانسنيستريا. | [ 8 ] [ 10 ] [ 17 ] |

### دول أعضاء في الأمم المتحدة، لكن غير معترف بها من دول أخرى
| الاسم                 | التأسيس | الاعتراف | مراجع         |
| --------------------- | ------- | --- | ------------- |
| قبرص                  | 1974    | قبرص غير معترف بها من قبل تركيا وقبرص الشمالية. تركيا وجمهورية شمال قبرص التركية تشير إليها بGüney Kıbrıs Rum Kesimi الجزء اليوناني من قبرص الجنوبية.                            | [ 18 ] [ 19 ] |
| التشيك                | 1993    | التشيك غير معترف بها من قبل ليختنشتاين بسبب الخلاف حول مدى انطباق مراسيم بينيس.                                                                                                  | [ 20 ]        |
| سلوفاكيا              | 1993    | سلوفاكيا غير معترف بها من قبل ليختنشتاين بسبب الخلاف حول مدى انطباق مراسيم بينيس.                                                                                                | [ 20 ]        |
| ليختنشتاين            | 1993    | غير معترف بها من قبل التشيك وسلوفاكيا كنتيجة لعدم اعترافها بهم. | [ 20 ]        |
| إسرائيل               | 1948    | ليس لدى إسرائيل علاقات دبلوماسية مع 34 دولة. بالإضافة إلى أنها غير معترف بها من قبل 26 دولة.                                                                                     | [ 21 ]        |
| كوريا الشمالية        | 1948    | غير معترف بها من قبل دول إستونيا وفرنسا واليابان وكوريا الجنوبية. | [ 23 ] [ 24 ] |
| كوريا الجنوبية        | 1948    | غير معترف بها من قبل كوريا الشمالية | [ 25 ] [ 26 ] |
| جمهورية الصين الشعبية | 1949    | جمهورية الصين الشعبية غير معترف بها من تايوان التي هي لست عضو في الأمم المتحدة. بسبب إتفاقية صين واحدة، الصين الشعبية لا يعترف بها من أي عضو في الأمم المتحدة سبق واعترف بتايوان | [ 27 ]        |

## وصلات خارجية
- تقرير للأمم المتحدة نسخة محفوظة 2 يناير 2008 على موقع واي باك مشين.
- الدول غير المعترف بها نسخة محفوظة 15 سبتمبر 2018 على موقع واي باك مشين.